# 1995 en sports équestres
Chronologie des sports équestres
- 1994 en sports équestres - 1995 en sports équestres - 1996 en sports équestres

Cet article présente les faits marquants de l'année 1995 en sports équestres.

## Événements

### Avril
- avril 1995 : la finale de la coupe du monde de saut d'obstacles 1994-1995 est remportée par Nick Skelton et Dollar Girl[1].

### Juillet
- 22 juillet 1995 au 30 juillet 1995 : 4e édition du championnat du monde de polo à Saint-Moritz (Suisse) remportée par le Brésil..

### Octobre
- 1er octobre 1995 : 22e édition du championnat d'Europe de concours complet d'équitation 1995 à Pratoni del Vivaro (Italie) qui est remportée par Lucy Thompson sur Welton Romance en individuel et par l'équipe du Royaume-Uni[2].

### Année
- 23e édition des championnats d'Europe de saut d'obstacles à Saint-Gall (Suisse).
- 17e édition des championnats d'Europe de dressage 1995 à Mondorf-les-Bains (Luxembourg).
- 2e championnat d'Europe de polo à Anvers (Belgique).
- la finale de la coupe du monde de dressage 1994-1995 à Los Angeles (États-Unis) est remportée par Anky van Grunsven sur Bonfire[3].